# Francisco López de Zárate
Francisco López de Zárate (Logroño, c. 1580-Madrid, 5 de marzo de 1658), poeta y dramaturgo español del Barroco.

## Biografía
Su padre era correo mayor en Logroño, empleo entonces reservado a la nobleza. En 1598 empezó a estudiar Leyes en Salamanca, pero las abandonó por el ejercicio de las armas en Europa (Flandes, Italia y Alemania). En Madrid fue poeta protegido por Rodrigo Calderón y Pedro Mesía de Toledo. Sirvió como secretario de Estado del duque de Lerma, aunque su carácter austero y moral se avenía mal a las intrigas políticas y no perdió la ocasión de retirarse a Logroño para cultivar las letras. Fue, por un soneto que dedicó a la rosa, conocido como "el Caballero de la Rosa". Lope de Vega, que era su amigo (aprobó uno de sus libros) escribió en un vejamen del conscurso poético por las fiestas de beatificación de San Isidro en 1620, con motivo de haber ganado Zárate con unas silvas:
Armóse Francisco López / de Zárate, de manera / que si encontrara a Virgilio / le hiciera ver las estrellas. / Caballero de la Rosa / le llaman, por excelencia; / pero tales silvas hace / que tales rosas engendra
Cervantes, en su Persiles, alude a su Poema heroico de la invención de la Cruz por el emperador Constantino Magno, en 22 cantos y 2.058 octavas, que fue atribuido falsamente a Lope de Vega y dedicado al rey; poco después fue atacado por la apoplejía, y quedó hemipléjico del lado derecho. Un códice de Londres contiene algunas obras que no figuran en la  primera edición juvenil de Madrid en 1619, ni en la tardía de Alcalá en 1651. Su obra ha sido editada modernamente por José María Lope Toledo, Simón Díaz y María Teresa González de Garay.

## Obras
- Varias poesías, 1619.
- Poema heroico de la invención de la Cruz, 1648
- Obras varias, Alcalá, 1651
- Hércules Furente y Oeta, tragedia senequista.
- La galeota reforzada, comedia.
- Obras, edición de José Simón Díaz Madrid: Consejo Superior de Investigaciones Científicas, 1947, 2 vols.